# Tom Brower

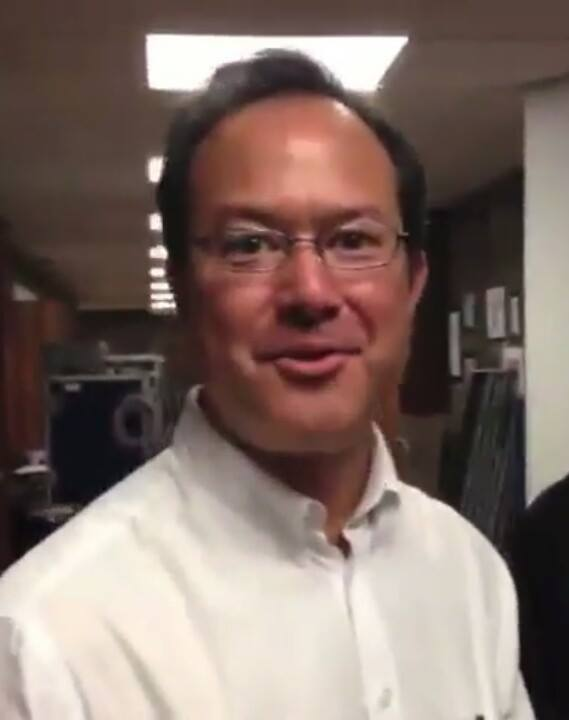
Tom Brower

Tom Brower (* 3. März 1965 in Honolulu, Hawaii) ist seit 2006 Abgeordneter des Repräsentantenhauses von Hawaii für den 23. Wahlbezirk. Er ist Mitglied der Demokratischen Partei.
Brower studierte Journalismus an der University of Hawaiʻi at Mānoa. Zu seinen politischen Zielen gehören die Bekämpfung der Obdachlosigkeit sowie die Reduktion oder Abschaffung von Steuern auf Grundnahrungsmittel und rezeptpflichtige Medikamente.